# Гаккебуш Катерина Михайлівна
Катерина Михайлівна Гаккебуш (до шлюбу Юкельсон; * 26 грудня 1913, Київ — † 14 червня 1993, Київ) — українська художниця по костюмах кіно і театру.

## Біографія
Народилася 26 грудня 1913 року в Києві в родині професора Михайла Борисовича Юкельсона.
Навчалася на факультеті графіки Київського художнього інституту (1930—1933).
З 1934 року працювала на Київській кіностудії.
Дружина Валерія Гаккебуша.
Померла 14 червня 1993 року. Похована в Києві на Лук'янівському цвинтарі поруч з батьком.

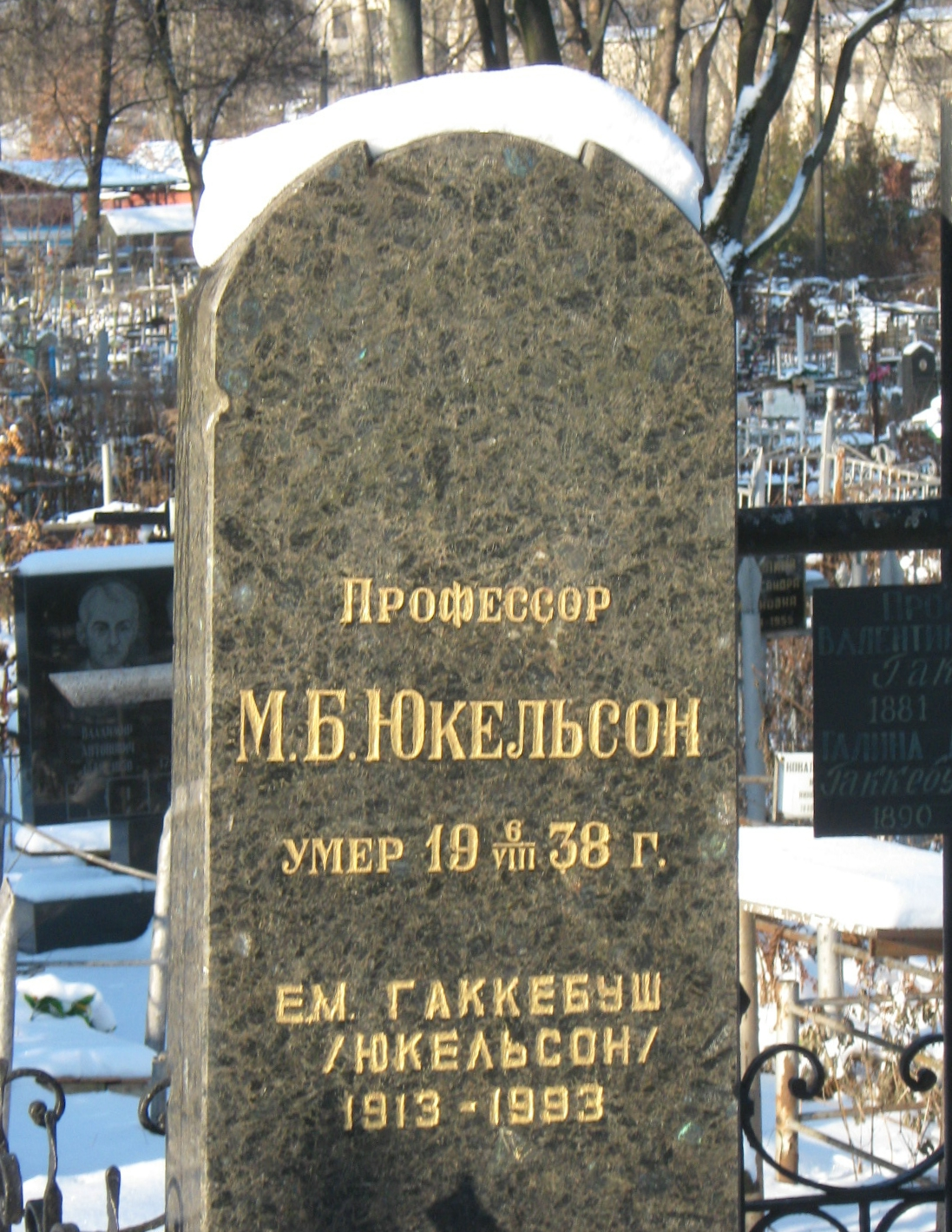
Могила Катерини Гаккебуш

## Фільмографія
Художниця по костюмах кінофільмів:
1. 1941: «Богдан Хмельницький» (асистент художника у співавт.)
2. 1942: «Бойова кінозбірка № 9»
3. 1943: «Партизани в степах України»
4. 1944: «Черевички»
5. 1947: «Подвиг розвідника» (в титрах — Юкельсон)
6. 1948: «Третій удар»
7. 1952: «Концерт майстрів українського мистецтва» (1952)
8. 1953: «Калиновий гай»
9. 1954: ««Богатир» йде в Марто»
10. 1955: «Зірки на крилах»
11. 1956: «Мати»
12. 1956: «Іван Франко»
13. 1957: «Штепсель одружує Тарапуньку»
14. 1959: «Григорій Сковорода»
15. 1961: «Роман і Франческа»
16. 1961: «Повія»
17. 1962: «Їхали ми, їхали...»
18. 1962: «У мертвій петлі»
19. 1964: «Зірка балету»
20. 1964: «Сон»
21. 1966: «Два роки над прірвою»
22. 1967: «Десятий крок»
23. 1968: «Помилка Оноре де Бальзака»
24. 1970: «Родина Коцюбинських»
25. 1972: «Довга дорога в короткий день»
26. 1975: «Тривожний місяць вересень»
27. 1976: «Дума про Ковпака»
28. 1977: «Талант» (т/ф, 4 а)
29. 1984: «Загублені в пісках»
30. 1984: «Якщо можеш, прости...» та ін.